# 春野 (さいたま市)
春野（はるの）は、埼玉県さいたま市見沼区の町名。現行行政地名は春野一丁目から春野四丁目。一丁目から三丁目は住居表示実施地区で、四丁目は住居表示未実施地区。郵便番号は337-0002。

## 地理
さいたま市見沼区の北部の綾瀬川沿いに広がる低地に位置する。「アーバンみらい東大宮」などが造成された新興住宅地である。地区の東側から南側で深作に、西側と北側で丸ヶ崎に隣接する。かつては広大な田園地帯であったが、田を埋め立てて宅地を整備した。流路を整備された深作川が流れる。

## 歴史
- 1992年（平成4年）2月10日 - 住居表示実施により、大宮市大字深作および大字丸ヶ崎の各一部から春野一丁目 - 三丁目が成立[5]。旧大宮市内で住居表示が実施されたのは、春野一丁目 - 三丁目とプラザのみ[4]。
- 1993年（平成5年）4月1日 - 地内に大宮市立春野小学校（現・さいたま市立春野小学校）が開校する[6]。
- 1996年（平成8年）
  - 2月1日 - 大宮市東消防署春野分署（後のさいたま市見沼消防署、現在の見沼消防署春野出張所）が完成し、業務を開始する[7]。
  - 3月29日 - 二丁目の一部を事業区域に含む大宮深作土地区画整理事業の都市計画決定が告示される[8]。
- 1997年（平成9年）5月8日 - 大宮深作土地区画整理事業の事業計画決定が告示される[8]。
- 2000年（平成12年） - 深作多目的遊水地が完工する[9]。
- 2001年（平成13年）5月1日 - 浦和市・大宮市・与野市が合併し、さいたま市が発足。同市の町名となる。
- 2002年（平成14年）4月1日 - 地内にさいたま市立春野中学校がさいたま市立春里中学校より分離開校する[10]。
- 2003年（平成15年）4月1日 - さいたま市が政令指定都市に移行し、同市見沼区の町名となる。
- 2005年（平成17年）12月17日 - 大宮深作土地区画整理事業の換地処分が前日に行われた[8]ことに伴い、町名地番変更が行われ[11]、大字深作および大字丸ヶ崎の各一部から春野四丁目が成立[12]。また、春野二丁目の一部が消滅する[12]。
- 2019年（平成31年）4月1日 - 見沼消防署が大字片柳に移転[13]。庁舎は同署春野出張所として運用を継続[13]。

## 世帯数と人口
2017年（平成29年）9月1日時点の世帯数と人口は以下の通りである。
| 丁目       | 世帯数    | 人口    |
| ---------- | --------- | ------- |
| 春野一丁目 | 1,563世帯 | 3,718人 |
| 春野二丁目 | 414世帯   | 755人   |
| 春野三丁目 | 608世帯   | 1,576人 |
| 春野四丁目 | 557世帯   | 1,840人 |
| 計         | 1,563世帯 | 7,889人 |

## 小・中学校の学区
市立小・中学校に通う場合、学区（校区）は以下の通りとなる。
| 丁目       | 区域 | 小学校                 | 中学校                 |
| ---------- | ---- | ---------------------- | ---------------------- |
| 春野一丁目 | 全域 | さいたま市立春野小学校 | さいたま市立春野中学校 |
| 春野二丁目 | 全域 | さいたま市立春野小学校 | さいたま市立春野中学校 |
| 春野三丁目 | 全域 | さいたま市立春野小学校 | さいたま市立春野中学校 |
| 春野四丁目 | 全域 | さいたま市立春野小学校 | さいたま市立春野中学校 |

## 交通

### 鉄道
町域に鉄道は敷設されていない。最寄り駅はJR東北本線（宇都宮線）東大宮駅または東武野田線（東武アーバンパークライン）七里駅となる。何れも2 km以上の道程があり、徒歩圏ではない。

### 道路
- 国道16号
  - 東大宮バイパス

### バス
- 国際興業バス
  - さいたま東営業所
    - 東大01：東大宮駅 - 東大宮六丁目 - 深作中 - アーバンみらい
    - 東大02：東大宮駅→東大宮六丁目→深作中→アーバンみらい→ファミリータウン西→ 東大宮六丁目→東大宮駅〈春岡先回り循環〉（午前のみ）
    - 東大02：東大宮駅→東大宮六丁目→ファミリータウン西→アーバンみらい→深作中→東大宮六丁目→東大宮駅〈ファミリータウン先回り循環〉（午後のみ。深夜バスも運行、平日のみ2本）
    - 東大02-2：東大宮駅 - 東大宮六丁目 - ファミリータウン西 - アーバンみらい - 深作中
    - 東大81：さいたま東営業所 - 神宮台入口 - 七里駅入口 - 深作中 - アーバンみらい - 丸ヶ崎火の見下 - 東大宮駅
（東大宮駅→さいたま東営業所に深夜バスも運行、平日のみ2本）
    - 七里01：さいたま東営業所 - 神宮台入口 - 七里駅入口 - 深作中 - アーバンみらい
    - 大14：大宮駅東口→西中野→大和田駅入口→東大宮駅→アーバンみらい→深作中（深夜バス、平日のみ1本）

## 地域

### 住宅団地
春野四丁目
- ひがしはる野団地

### 県営住宅
春野一丁目
- 大宮東五番街住宅
  - 通称名：県営大宮東五番街団地

### 市営住宅
春野二丁目
- 春野団地

### マンション
春野一丁目
- アーバンみらい東大宮東一番街 - 東三番街

春野二丁目
- アーバンみらい東大宮西一番街

春野三丁目
- プロムナード大宮春野

## 施設
春野一丁目
- さいたま市立春野小学校
- アーバンみらい東大宮内郵便局

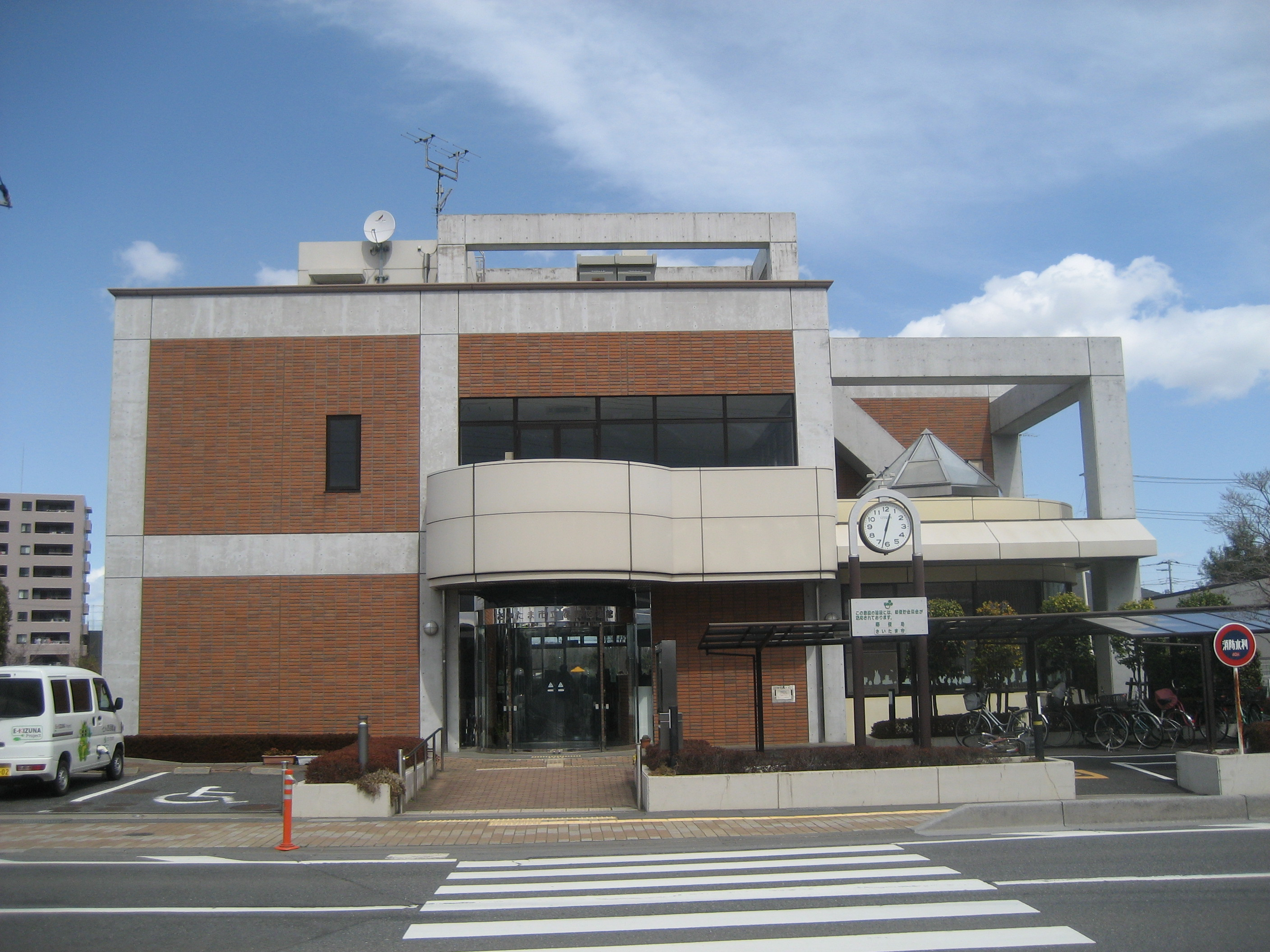
さいたま市立春野図書館

- 春野老人憩いの家 - 社会福祉法人 さいたま市社会福祉事業団
- 深作川遊水池
- アーバンみらい公園

春野二丁目
- 見沼消防署春野出張所
- パトリア東大宮店[16]
- 介護老人保健施設 アーバンみらいハートランド東大宮/住宅型有料老人ホーム 聖蹟プライムコート東大宮 - 医療法人財団 聖蹟会
- さいたま市立春野保育園
- さいたま市立春野中学校
- さいたま市立春野図書館
- 春野公園

 春野三丁目
- プロムナード大宮春野コミュニティセンター
- 上の前公園
- 上の前西公園
- 春野緑道

 春野四丁目
- はる野4丁目北自治会集会所
- ひがしはる野団地自治会館
- 春野1号公園
- 春野2号公園
- 春野3号公園